# ケヴィン・ディクス
- ケヴィン・ディクス
- ケヴィン・ダイクス

ケヴィン・ディクス（Kevin Diks、1996年10月6日 - ）は、オランダ・アペルドールン出身のプロサッカー選手。ブンデスリーガ・ボルシア・メンヒェングラートバッハ所属。ポジションはDF。サッカーインドネシア代表。

## 経歴

### クラブ
地元クラブのAGOVVアペルドールンを経て、2005年に9歳でフィテッセの下部組織に入団。2014年8月、エールディビジのPECズヴォレ戦でプロデビュー。 
2016年7月6日、ACFフィオレンティーナと5年契約を結んだ。
2021年7月5日、FCコペンハーゲンに4年契約で移籍した。
2025年1月26日、2025-26シーズンからドイツのボルシア・メンヒェングラートバッハに加入することが発表された。2025年7月1日に自由移籍で加入し、契約期間は2030年6月30日までの5年間となる。

### 代表
年代別のオランダ代表歴がある。なお、母親がインドネシアのマルク州出身であるため、インドネシア代表でプレーする権利も有していた。
2024年11月8日、インドネシア国籍を取得したことを発表。同月15日、2026 FIFAワールドカップ・アジア3次予選の日本代表戦で後半41分から途中出場し、インドネシア代表デビューを飾った。

## タイトル
フィテッセ
- KNVBカップ: 2016–17

フェイエノールト
- KNVBカップ: 2017–18